# Basilica di Sant'Antonio di Padova (Istanbul)
La basilica di Sant'Antonio di Padova (in turco: Sent Antuan Bazilikası) è il più grande luogo di culto cattolico di Istanbul, in Turchia, situato pressoché al centro di İstiklal Caddesi, nel distretto di Beyoğlu, e retta dai Frati Minori Conventuali della Custodia di Oriente e Terra Santa.

## Storia
Assieme alla cattedrale dello Spirito Santo (1846) sita nel quartiere di Harbiye, alla chiesa di San Luigi dei Francesi (1581) e Santa Maria Draperis a Beyoğlu, San Pietro e Paolo (1841) a Galata, chiesa dell'Assunzione a Kadıköy, Santo Stefano a Yeşilköy e chiesa di Bakırköy a Bakırköy, la chiesa di Sant'Antonio di Padova è una delle più importanti chiese cattoliche di Istanbul, una delle tre chiese cattoliche di Beyoğlu, e ha la più grande comunità di fedeli.
La chiesa originaria venne costruita nel 1725 dalla comunità italiana di Istanbul e ricostruita dopo un incendio nel 1763 sotto la sovrintendenza di Giovanni Dapei da Scio, ma venne poi demolita e sostituita dall'attuale edificio che venne costruito sul suolo occupato dalla chiesa demolita. Il tempio attuale, assieme all'adiacente edificio (noto come St. Antoine Apartmanları) su İstiklal Caddesi, fu edificato fra il 1906 ed il 1912 in stile neogotico veneziano, anch'esso finanziato dalla locale comunità italiana, per lo più di origine genovese e veneziana, che ammontava a circa 40.000 persone all'inizio del XX secolo. L'edificio venne progettato dall'architetto levantino Giulio Mongeri, che progettò anche altri importanti edifici ad Istanbul e Ankara, come il Maçka Palas a Nişantaşı ed il neo-bizantino Karaköy Palas a Karaköy, con la collaborazione di Arif Hikmet Koyunoğlu, e costruito dall'imprenditore edile e architetto Guglielmo Semprini.
La chiesa è una basilica minore, ed è servita dai Frati Minori Conventuali, presenti ad Istanbul da quando san Francesco d'Assisi, di ritorno dalla Terra Santa, desiderò la presenza dei suoi frati in città, allora occupata dai Veneziani. La messa del sabato è detta in inglese ed è officiata alle 19:00, quella domenicale è alle 11:30 in italiano e in polacco (cripta), alle 10:00 in inglese e alle 19:00 in turco (alle 18:00 in inverno). Anche il martedì viene officiata in turco alle 11:30. Nei giorni feriali viene detta in inglese alle 8:00 e alle 19:00 in turco.
La chiesa si basa sulle costruzioni di Piombino Dese, Camposampiero e San Pietro in Gu.

## Descrizione

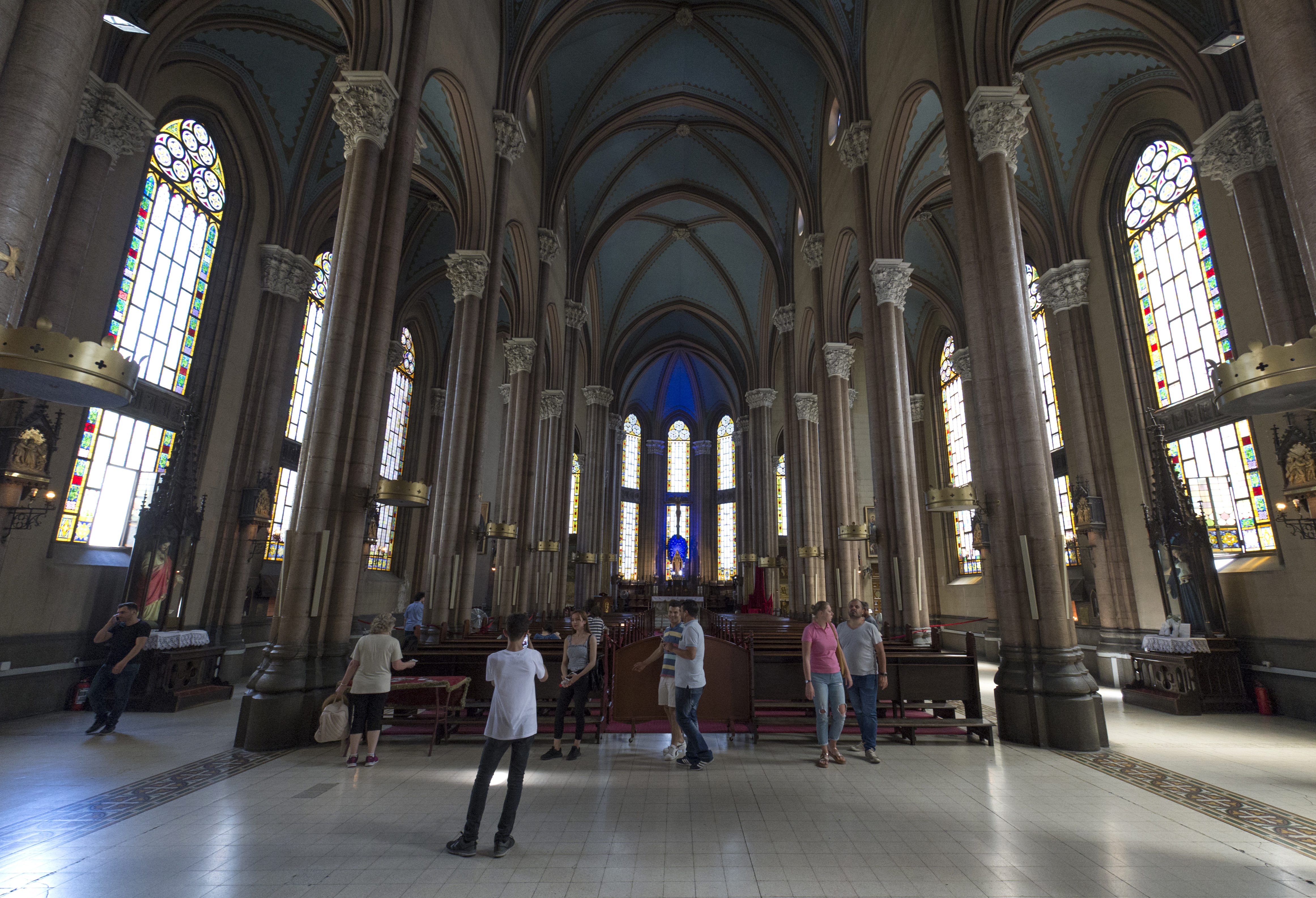
Interno

La basilica di Sant'Antonio di Padova è un edificio in stile neogotico veneziano.
La facciata dà su uno slargo ed è preceduta da un sagrato, rialzato di alcuni gradini rispetto al piano stradale. Il prospetto della chiesa è a salienti e segue la struttura interna a tre navate. In corrispondenza di ciascuna di esse, si apre un portale marmoreo strombato con lunetta musiva su fondo oro e ghimberga. La lunetta del portale centrale raffigura la Madonna tra i santi Francesco e Antonio, quella del portale di destra Sant'Antonio di Padova e quella del portale di sinistra San Francesco d'Assisi. Ciascuna porta è sormontata da un rosone circolare. Il paramento murario è in mattoncini rossi con inserti marmorei quadrangolari nella parte superiore, a fasce in marmo e in mattoncini in basso. Davanti alla facciata, si trova dal 2006 una statua in bronzo raffigurante Papa Giovanni XXIII: egli frequentò la chiesa di Sant'Antonio per dieci anni tra il 1934 ed il 1944, mentre esercitava la funzione di delegato apostolico in Turchia e in Grecia ed inoltre di amministratore apostolico "sede vacante" del Vicariato apostolico di Istanbul. In questa nazione Angelo Giuseppe Roncalli è ricordato ancora oggi con l'appellativo di "amico dei Turchi" a causa dell'amore da lui più volte espresso per quelle popolazioni.
L'interno della basilica di Sant'Antonio è a pianta a croce latina, con tre navate, transetto sporgente e abside poligonale. Le navate, di quattro campate ciascuna, sono coperte con volta a crociera e divise da archi a tutto sesto poggianti su pilastri polistili con capitelli scolpiti. Un'ulteriore campata si trova oltre il transetto. L'abside, illuminata da alte monofore su due ordini, è interamente occupata dal presbiterio, al centro del quale si trova l'altare maggiore marmoreo con, alla sua sinistra, l'ambone ligneo e a destra una statua raffigurante Sant'Antonio col Bambino Gesù. Alle spalle dell'altare, vi sono gli stalli lignei del coro, con al centro la cattedra episcopale.
Nella chiesa si trova l'organo a canne Mascioni opus 623, costruito nel 1947. Lo strumento è a trasmissione elettrica e la sua consolle ha tre tastiere di 61 note ciascuna e pedaliera concavo-radiale di 32 note. Dispone di 32 registri dei quali 27 reali. Un secondo organo è collocato nella cripta ed è l'opus 391 della ditta Rieger, risalente al 1893.